# Rapperswil, Bern
Rapperswil är en ort och kommun i distriktet Seeland i kantonen Bern, Schweiz. Kommunen har 2 712 invånare (2023).
Kommunen består av tolv orter:
| Ort           | Invånare 1 jan 2020 | Inkorporerad   |
| ------------- | ------------------- | -------------- |
| Bangerten     | 156                 | 1 januari 2016 |
| Bittwil       | 68                  |                |
| Dieterswil    | 231                 |                |
| Frauchwil     | 63                  |                |
| Lätti         | 483                 |                |
| Moosaffoltern | 87                  |                |
| Rapperswil    | 708                 |                |
| Ruppoldsried  | 274                 | 1 januari 2013 |
| Seewil        | 202                 |                |
| Vogelsang     | 49                  |                |
| Wierezwil     | 131                 |                |
| Zimlisberg    | 89                  |                |

## Bilder

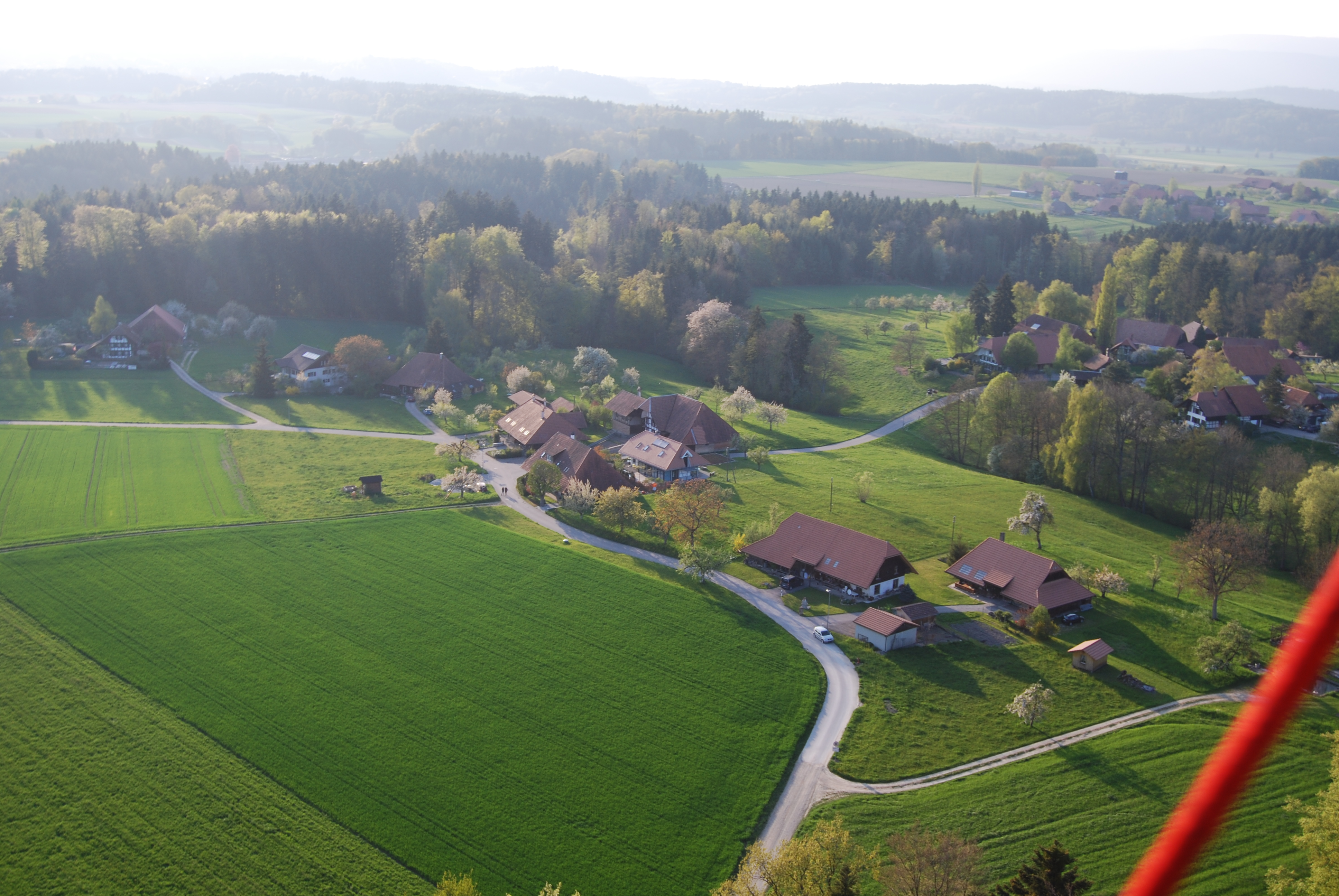
Byn Vogelsang i Rapperswil, fotograferad från luftballong.
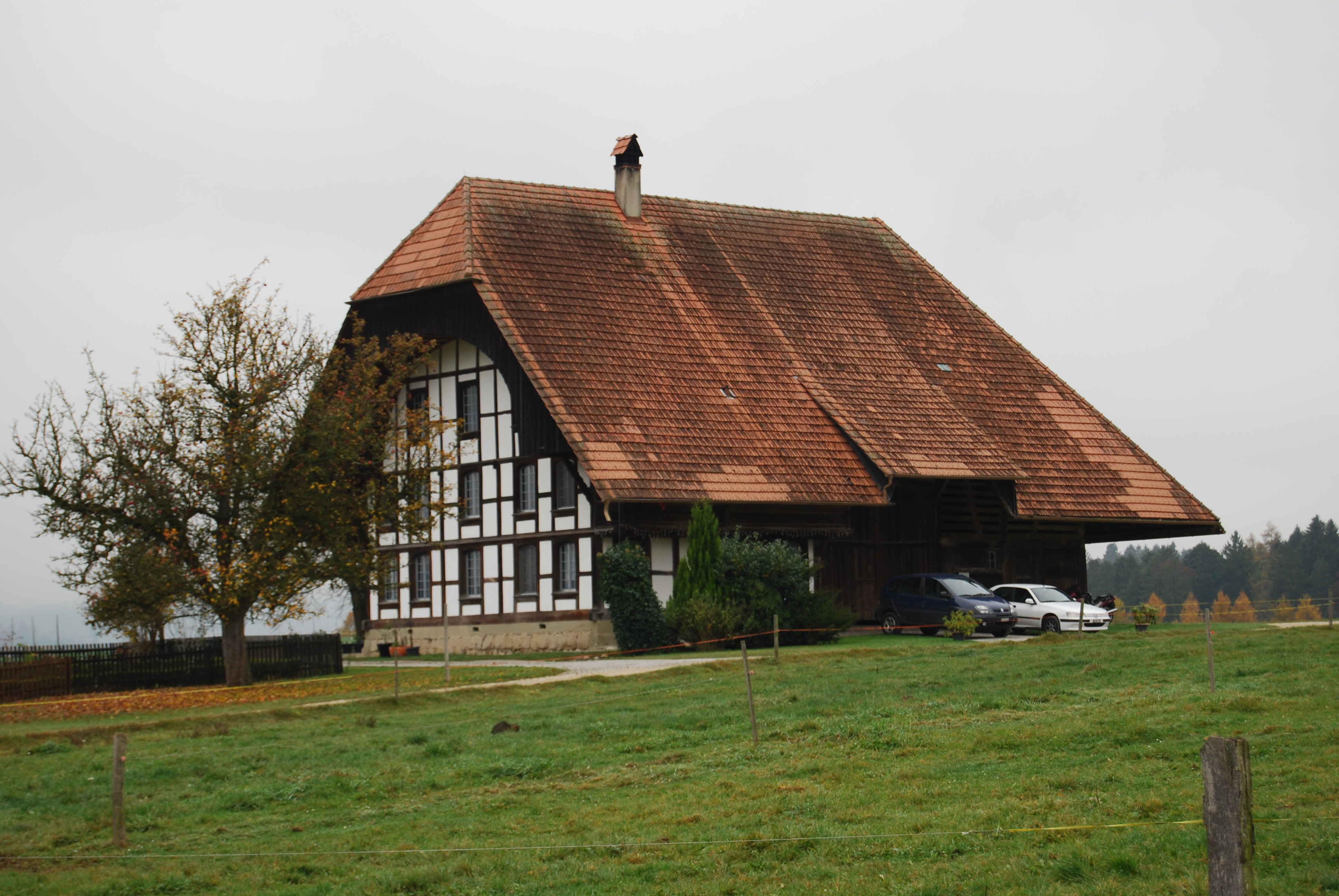
Hus i Rapperswil.